# Dea (namn)
Dea är en kortform av det grekiska namnet Andrea eller det latinska namnet Desideria. Det äldsta belägget i Sverige är från år 1901.
Den 31 december 2014 fanns det totalt 132 kvinnor folkbokförda i Sverige med namnet Dea, varav 101 bar det som tilltalsnamn.
Namnsdag: saknas

## Personer med namnet Dea
- Dea Trier Mørch, dansk grafiker och författare